# Jezioro Krąg
Jezioro Krąg (kod PLH220070) – specjalny obszar ochrony siedlisk sieci Natura 2000, zlokalizowany na terenie województwa pomorskiego. Obszar obejmuje powierzchnię 424,40 ha. Teren wyznaczony został w celu długotrwałego zabezpieczenia naturalnych siedlisk życia oraz populacji zagrożonych wymarciem gatunków zwierząt (z wyłączeniem ptaków) takich jak: poczwarówka Geyera (Vertigo geyeri), poczwarówka jajowata (Vertigo moulinsiana) oraz poczwarówka zwężona (Vertigo angustior) oraz gatunków zwierząt jak lipiennik Loesela (Liparis loeselii), sierpowiec błyszczący (Drepanocladus (Hamatocaulis) vernicosus) oraz skalnica torfowiskowa (Saxifraga hirculus).

## Siedliska pod ochroną(zkodem siedlisk)
- 3150 starorzecza i naturalne eutroficzne zbiorniki wodne ze zbiorowiskami z Nympheion, Potamion;
- 7230 górskie i nizinne torfowiska zasadowe o charakterze młak, turzycowisk i mechowisk,